# Robleda (Salamanca)
Robleda ist ein Ort und eine nordspanische Gemeinde (municipio) mit 457 Einwohnern (Stand: 2024) in der Provinz Salamanca in der Autonomen Gemeinschaft Kastilien und León. 

## Geografie
Robleda liegt etwa 115 Kilometer südwestlich von Salamanca nahe der portugiesischen Grenze in einer Höhe von ca. 830 m. Der Fluss Águeda bildet die nördliche und westliche Gemeindegrenze. 

## Bevölkerungsentwicklung
| Jahr      | 1900 | 1950 | 1960 | 1970 | 1981 | 1991 | 2001 | 2011 | 2021 |
| Einwohner | 1436 | 1547 | 1252 | 1001 | 794  | 650  | 597  | 530  | 470  |

## Sehenswürdigkeiten
- Kirche Mariä Himmelfahrt (Iglesia de Nuestra Señora de la Asunción)

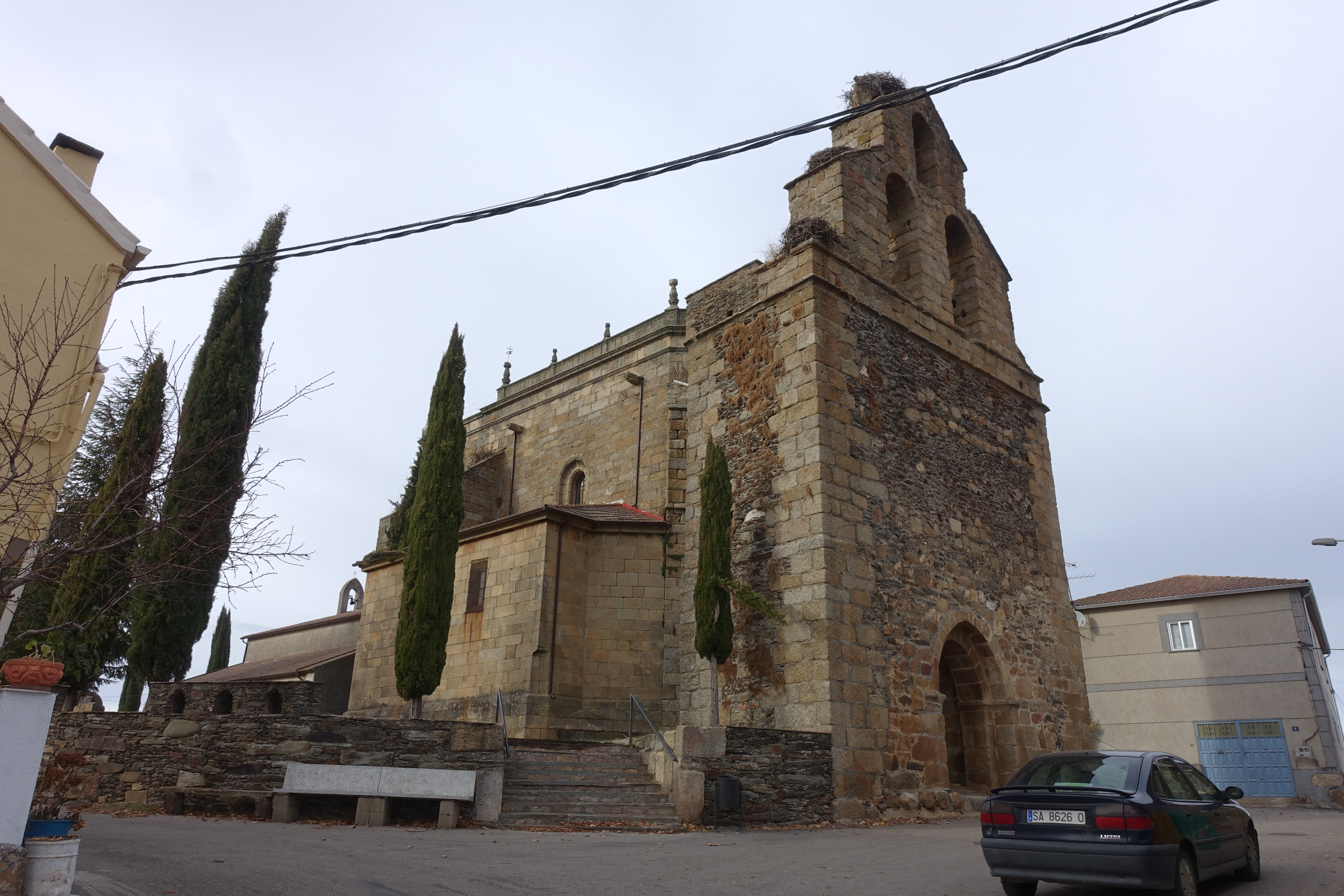
Kirche Mariä Himmelfahrt
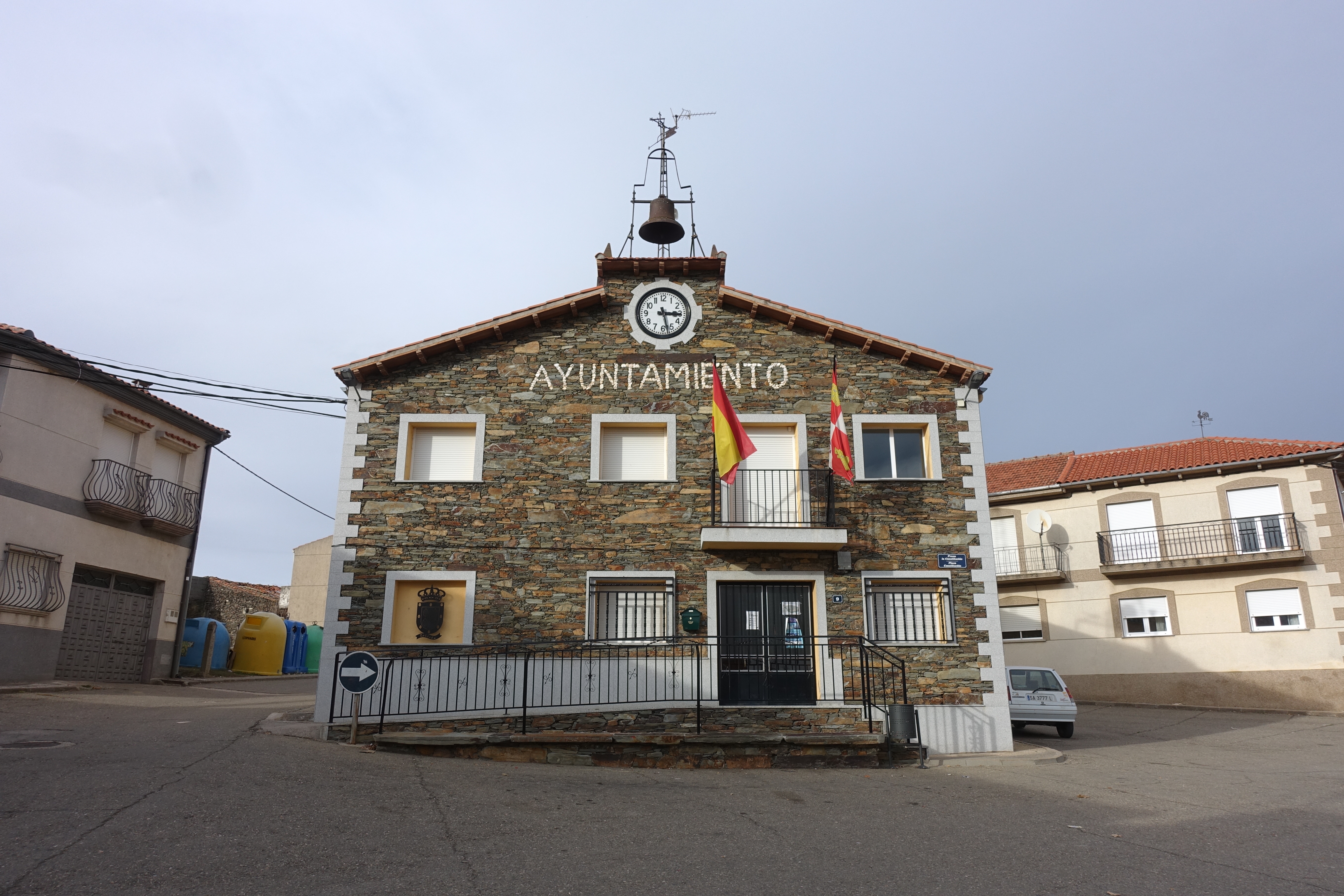
Rathaus